# Пєтухово
Пєтухо́во (рос. Петухово) — місто, центр Петуховського району Курганської області, Росія.
Населення — 11292 особи (2010, 12661 у 2002).